# Ce soir avec les Nouveaux

Ce soir avec les nouveaux est l'adaptation française de l'émission humoristique canadienne The Kids in the Hall. Produite par Marie-Pierre Faure, l'émission a été diffusée en 1992 et 1993 le samedi sur Canal+, en deuxième partie de soirée, case horaire précédemment occupée par Les Nuls L'émission. Des sketchs, traduits de l'émission originale et adaptés par Laurent Chalumeau et Martin Veyron, étaient interprétés en direct et en public par une troupe de cinq comédiens, les Nouveaux. À ces sketchs était ajoutée une parodie de journal télévisé, absente du modèle canadien original. Nommée Les Nouvelles, elle était animée par Christian Borde, déjà co-scénariste pour Les Nuls, qui ne participait pas aux autres sketchs de l'émission. Réciproquement, les Nouveaux ne jouaient pas dans cette séquence.
Les Nouvelles est la première formule de CANAL International, qui fut ensuite transférée en septembre 1993 dans Nulle part ailleurs puis Groland.

## La troupe des Nouveaux
- Serge Hazanavicius
- Éric Aubrahn
- Pierre Lacan
- Emmanuel Patron
- Alexandre Pesle
- Christian Borde